# 6250 Saekohayashi
6250 Saekohayashi eller 1991 VX1 är en asteroid i huvudbältet som upptäcktes 2 november 1991 av den amerikanske astronomen Eleanor F. Helin vid Palomar-observatoriet. Den är uppkallad efter Saeko S. Hayashi.
Den tillhör asteroidgruppen Hungaria.